# والدیر ویرا
والدیر ویرا (زاده ۱۱ ژوئیه ۱۹۴۴ در ماریلیا، ایالت سائوپائولو، برزیل) مربی برزیلی فوتبال است. معروفیت او در ایران به خاطر مربی گری تیم ملی فوتبال ایران در برابر تیم ملی فوتبال استرالیا بود که منجر به صعود تیم ایران به جام جهانی فرانسه در سال ۱۹۹۸ شد. او سابقه مربیگری در تیم ملی فوتبال عمان را نیز دارد